# Prijatelj naroda
Prijatelj naroda je bio hrvatski tjednik iz Zagreba. Ove novine su počele izlaziti 1888., a prestale su izlaziti 1925. godine. 1905. je izlazio dvaput mjesečno, a poslije je prešao na tjedni ritam izlaženja.
Ideološki je bio vezan uz pravaše, prvo kao organ, potom kao "pučki list". 1911. staje na stranu Starčevićeve stranke prava, a 1922. postaje listom Hrvatske zajednice.
Imao je nekoliko izdavača: Klub Hrvatske stranke prava, Tiskaru Hrvatske stranke prava, Saborski klub Hrvatske stranke prava, Klub Starčevićeve stranke prava, Stjepan Zagorac i drugovi, Hrvatska pučka nakladna zadruga, Mile Starčević, Ivan Ružić, Franjo Pečnjak i Radoslav Tatalović-Tomić. Tiskan je u Dioničkoj tiskari.
Uređivali su ga: Franjo Pečnjak, Ignjat Rancinger, Antun Franetović, Budimir Blažeković, Josip Pasarić, Slavo Šojat, Jovan Hranilović, Teodor Crnković, Stjepan Korenić, Josip Purić, Stjepan Zagorac, Josip Lakatoš, Andjeo Gjurski, Rudolf Rauker i Ivan Peršić. Neki su od navedenih bili urednicima u nekoliko navrata.
List je nastavio izlaziti kao Hrvatski seljački narod.